# 克吕 (上普罗旺斯阿尔卑斯省)
克吕（法語：Cruis）是法国上普罗旺斯阿尔卑斯省的一个市镇，位于该省西部，属于福卡尔基耶区。该市镇的总面积为36,47平方公里，2009年时的人口为642人。

## 交通
上普罗旺斯阿尔卑斯省省道D16线和D951线在克吕伊交汇。

## 人口
克吕人口变化图示
| 数据来源：INSEE |

## 旅游
克吕是法国古典村镇之一。